# 比木武
比木 武（ひき たける、1973年8月19日 - ）は、日本の実業家。株式会社Welby創業者で、同社代表取締役。

## 人物・来歴
1996年同志社大学法学部卒業、住友商事入社。2005年からバージニア大学に留学しMBAを取得。2007年楽天入社。2009年からメドピア取締役COOとして、医療従事者向けのオンラインコミュニティーの設立に参画したのち、2011年にWelbyを設立し、代表取締役就任。個人健康情報管理サービスの提供を進め、2019年には東京証券取引所マザーズに上場させた。